# Arriance
Arriance település Franciaországban, Moselle megyében. Lakosainak száma 216 fő (2022. január 1.). Arriance Hémilly, Herny, Mainvillers és Many községekkel határos.

## Népesség
A település népességének változása:
| Lakosok száma | 186  | 225  | 213  | 227  | 217  | 210  | 212  | 215  | 216  | 216  |
|               | 1968 | 1982 | 1990 | 2006 | 2013 | 2015 | 2017 | 2019 | 2020 | 2022 |